# Heteronyx insularis
Heteronyx insularis är en skalbaggsart som beskrevs av Leon Fairmaire 1883. Heteronyx insularis ingår i släktet Heteronyx och familjen Melolonthidae. Inga underarter finns listade i Catalogue of Life.